# I segreti di Roma
I segreti di Roma è un saggio storico scritto da Corrado Augias. Pubblicato da Mondadori nel settembre 2005, è un libro che vuole far conoscere dei lati suggestivi e straordinari della città di Roma.

## Sunto
Il libro racconta storie e segreti della Capitale, a partire dalla sua fondazione fino ad arrivare all'ultima pianificazione urbana maggiore (la costruzione del quartiere dell'EUR). In ogni capitolo vengono svelate storie, anche già conosciute, osservandole dall'interno di ogni singola componente della città, narrando storie che vanno da Cesare a Lucrezia Borgia, dal Caravaggio, alla marchesa Anna Casati Stampa e raccontando l'idea che creò Cinecittà, uno dei quartieri che hanno scritto la storia contemporanea di Roma, facendola diventare un fenomeno di costume internazionale e un mito dei nostri giorni.

## Edizioni
- Corrado Augias, I segreti di Roma, Arnoldo Mondadori Editore (collana "Varia"), 2005,  p. 422, ISBN 88-04-54399-X.